# Bagneaux
Bagneaux és un municipi francès, situat al departament del Yonne i a la regió de Borgonya - Franc Comtat. L'any 2007 tenia 230 habitants.

## Demografia

### Població
El 2007 la població de fet de Bagneaux era de 230 persones. Hi havia 92 famílies, de les quals 28 eren unipersonals (28 dones vivint soles i 28 dones vivint soles), 36 parelles sense fills, 24 parelles amb fills i 4 famílies monoparentals amb fills.
La població ha evolucionat segons el següent gràfic:
Habitants censats

### Habitatges
El 2007 hi havia 147 habitatges, 96 eren l'habitatge principal de la família, 33 eren segones residències i 18 estaven desocupats. Tots els 144 habitatges eren cases. Dels 96 habitatges principals, 80 estaven ocupats pels seus propietaris, 12 estaven llogats i ocupats pels llogaters i 4 estaven cedits a títol gratuït; 3 tenien una cambra, 4 en tenien dues, 12 en tenien tres, 23 en tenien quatre i 54 en tenien cinc o més. 72 habitatges disposaven pel capbaix d'una plaça de pàrquing. A 45 habitatges hi havia un automòbil i a 47 n'hi havia dos o més.

### Piràmide de població
La piràmide de població per edats i sexe el 2009 era:
| Homes | Edats   | Dones |
| ----- | ------- | ----- |
| 0     | 95 o +  | 0     |
| 0     | 90 a 94 | 4     |
| 0     | 85 a 89 | 0     |
| 0     | 80 a 84 | 0     |
| 4     | 75 a 79 | 0     |
| 4     | 70 a 74 | 8     |
| 12    | 65 a 69 | 4     |
| 12    | 60 a 64 | 8     |
| 4     | 55 a 59 | 4     |
| 8     | 50 a 54 | 4     |
| 12    | 45 a 49 | 16    |
| 12    | 40 a 44 | 12    |
| 8     | 35 a 39 | 0     |
| 0     | 30 a 34 | 4     |
| 4     | 25 a 29 | 8     |
| 4     | 20 a 24 | 4     |
| 0     | 15 a 19 | 0     |
| 8     | 10 a 14 | 0     |
| 4     | 5 a 9   | 8     |
| 8     | 0 a 4   | 0     |

## Economia
El 2007 la població en edat de treballar era de 140 persones, 96 eren actives i 44 eren inactives. De les 96 persones actives 85 estaven ocupades (48 homes i 37 dones) i 11 estaven aturades (6 homes i 5 dones). De les 44 persones inactives 18 estaven jubilades, 10 estaven estudiant i 16 estaven classificades com a «altres inactius».

### Ingressos
El 2009 a Bagneaux hi havia 89 unitats fiscals que integraven 219 persones, la mediana anual d'ingressos fiscals per persona era de 20.991 €.

### Activitats econòmiques
Dels 7 establiments que hi havia el 2007, 1 era d'una empresa de fabricació d'altres productes industrials, 2 d'empreses de construcció, 2 d'empreses de comerç i reparació d'automòbils, 1 d'una empresa de transport i 1 d'una empresa de serveis.
Dels 3 establiments de servei als particulars que hi havia el 2009, 1 era un taller de reparació d'automòbils i de material agrícola, 1 lampisteria i 1 electricista.
L'any 2000 a Bagneaux hi havia 10 explotacions agrícoles.

## Fills il·lustres
- Gilles Leroy (1958 -) escriptor, Premi Goncourt de l'any 2007

## Poblacions més properes
El següent diagrama mostra les poblacions més properes.